# 镇 (器具)

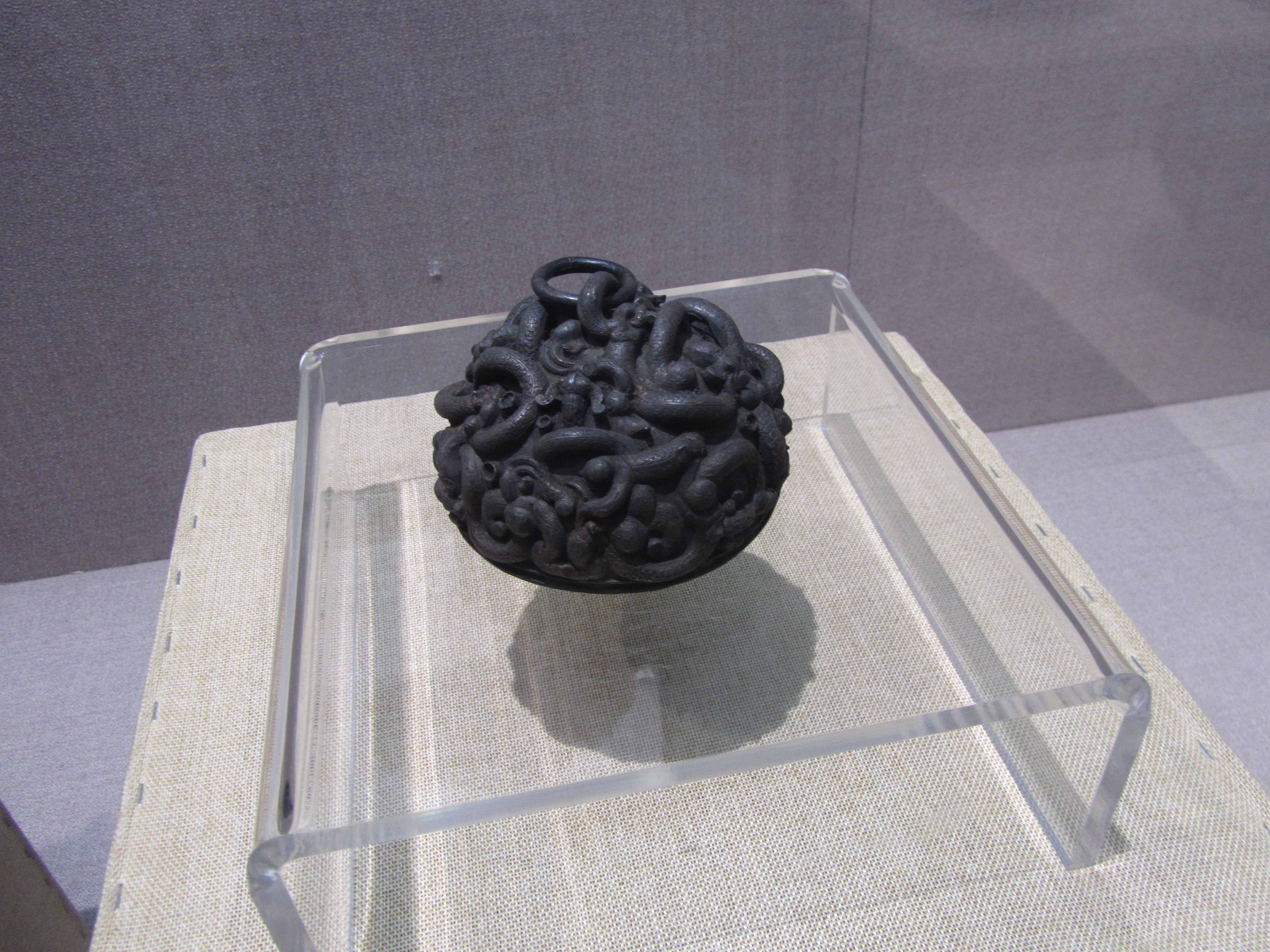
战国带提环浮雕蟠龙铜镇，通高8厘米，径11.8厘米，曾侯乙墓出土。

镇为压物器具，中國的鎮最初用来压席，出现于战国，盛行于汉代，其时人们席地而坐，为了避免起身落坐时摺卷席角，遂在其四角置镇，后随着家具的进步，镇逐渐不作镇席之用，而改用于压纸。早期的镇材料有金属、原始瓷、泥质陶、石、玉等，四个一组，其外形呈半球形，实心或中空，平底，顶有环钮。現代有各種不同的造型，除陶瓷、石、玉、金屬等材質外，還有玻璃、塑膠製作者。